# Pulo Air
Pulo Air is een bestuurslaag in het regentschap Aceh Selatan van de provincie Atjeh, Indonesië. Pulo Air telt 161 inwoners (volkstelling 2010).